# Зімнічеле
Зімнічеле (рум. Zimnicele) — село у повіті Телеорман в Румунії. Входить до складу комуни Нестурелу.
Село розташоване на відстані 102 км на південний захід від Бухареста, 34 км на південь від Александрії, 147 км на південний схід від Крайови.

## Населення
За даними перепису населення 2002 року у селі проживали 1157 осіб, з них 1156 осіб (99,9%) румунів. Рідною мовою 1155 осіб (99,8%) назвали румунську.